# Jelena Katina

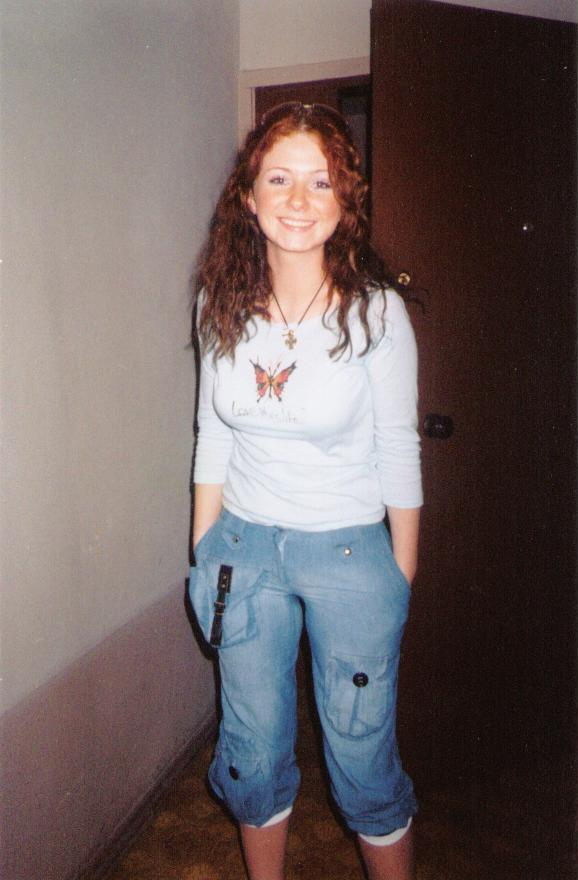
Jelena Katina 2003

Jelena Sergejevna Katina (internationellt: Lena Katina, Elena Katina, ryska: Еле́на Серге́евна Ка́тина), född 4 oktober 1984 i Moskva, Ryssland (dåvarande Sovjetunionen), är en rysk sångerska och är före detta medlem i rockduon Tatu

## Uppväxt
Katina är dotter till Inessa Katina och Sergej Katin och det äldsta av tre barn i hennes familj. Hennes halvsyster Katja har en annan far och hennes halvbror Ivan har en annan mor.

## Karriär
1992 gick Katina med i barngruppen "Avenue". 11 år gammal gick hon med i den ryska musikgruppen Neposedy (Stygga barn), där hon träffade Julia Volkova som var medlem sedan två år tillbaka. Även andra framgångsrika ryska artister, exempel Sergej Lazarev har börjat i Neposedy. Katina gick sedan med i den ryska popgruppen Tatu tillsammans med Julia Volkova. Gruppen startades av deras nu avskedade manager Ivan Sjapovalov. Ivan var mest intresserad av att skapa rubriker, och låg bakom bandets lesbiska image.
Sedan Volkova 2004 fick en vokalisk cysta har Katina varit den som haft övertag sångmässigt på livekonserter, inspelningar och diverse. Volkova var tvungen att genomgå en operation på grund av detta. Under samma tid blev Volkova även gravid. Katina fick då e.m. vara den som skötte t.A.T.u., dess webbsajt och vidare. 2005 släppte t.A.T.u. nya skivan "Dangerous and Moving". Efter en lugn turné tillsammans med t.A.T.u i bland annat Taiwan och Japan försvann både t.A.T.u, och Katina från rampljuset en stund. Anledningen var att Julia gifte sig och blev gravid med ett tvillingpar som föddes i juli 2006.
Under 2009 jobbade Katina med solomaterial i Los Angeles. I mars 2011 meddelade t.A.T.u. att de splittras, för att Katina och Julia ska kunna satsa på sina solokarriärer. Katina arbetar på sitt första album Lost in this dance som planerades att släppas 2011. Albumet är ännu inte släppt, många spår är dock redan inspelade och släppta.
Tillsammans med Julia Volkova har de båda spelat in en film kallad You and I med Mischa Barton i huvudrollen. Filmen hade premiär i Ryssland den 3 februari slutet av 2011.